# ليوناردو كويار
ليوناردو كويار (بالإسبانية: Leonardo Cuéllar)‏ (مواليد 14 يناير 1954) هو لاعب كرة قدم. يلعب مع منتخب المكسيك لكرة القدم. سبق له أن لعب في كأس العالم لكرة القدم مع منتخب بلاده.

## روابط خارجية
- ليوناردو كويار على موقع الاتحاد الدولي (مؤرشف)  (الإنجليزية)
- ليوناردو كويار على موقع الاتحاد الأوربي (الإنجليزية)
- ليوناردو كويار على موقع قاعدة بيانات كرة القدم.إي يو (الإنجليزية)
- ليوناردو كويار على موقع ناشيونال فوتبول تيمز (الإنجليزية)
- ليوناردو كويار على موقع أوليمبيديا (الإنجليزية)